# Hofnar (bedrijf)

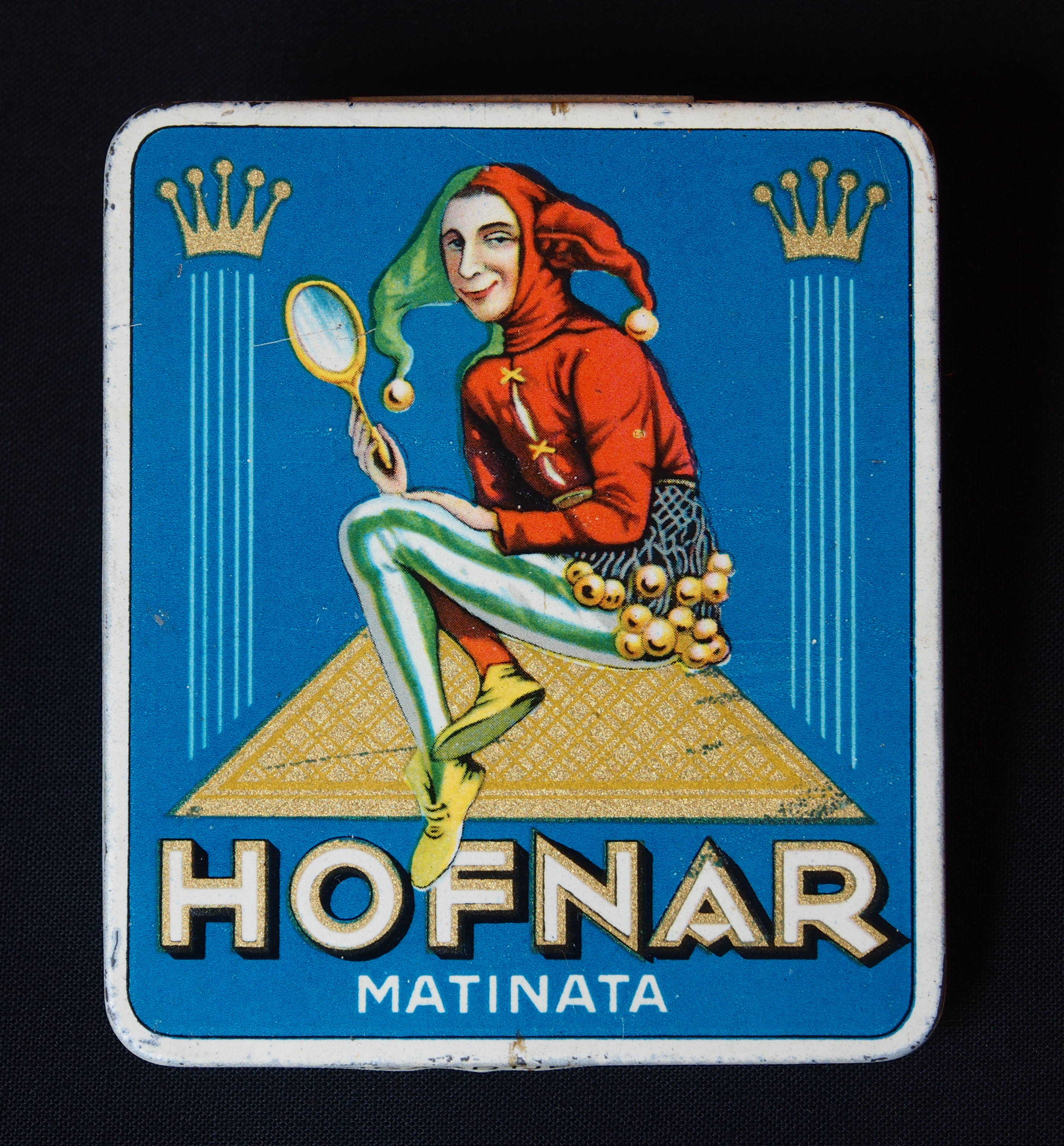
Oud Hofnar sigarenblikje

Hofnar is een merk sigaren en was een van de belangrijkste sigarenfabrieken van Valkenswaard.

## Geschiedenis
De oorsprong van de fabriek ligt in 1880, toen Jacobus Heesterbeek een sigarenfabriekje oprichtte nadat hij onenigheid met zijn vorige werkgever, de Texas sigarenfabrieken van Hoekx en Maas, had gekregen.
Het startkapitaal werd, naar verluidt, verkregen door de verkoop van een kalf. Er werd een hondenkar aangeschaft waarmee Heesterbeek de barbiers af ging om sigaren te verkopen. In 1903 richtte hij een fabriek op en na enige jaren had hij 40 mensen in dienst die sigaren van het merk De Zakkenroller produceerden. Ook werden er in een hoekje van de fabriek nog een geit en een varken ondergebracht, want de startende fabrikant was ook nog boer.

## Wolters
In 1911 kwam er een compagnon, Alex Wolters, zoon van een Venlose bierbrouwer. Deze had reeds enkele jaren ervaring opgedaan in de sigarenfabriek van Retera te Beek en nam de zakelijke leiding op zich. De naam van het bedrijf veranderde in J. Heesterbeek & Co. Ook in 1911 werd een filiaal te Bergeijk gesticht dat in 1923 in een nieuwe fabriek werd gehuisvest. Hier werden merken als De Oude Valk en Vrede geproduceerd. Toen Wolters met zijn vrouw in 1919 de opera Rigoletto van Giuseppe Verdi bezocht, waarin de hofnar Rigoletto zulk een tragische rol speelde, stond het voor hem vast dat het nieuwe merk Hofnar zou heten. Dit bleek een succes. Nadat het overlijden van Heesterbeek in 1923 nam Wolters de zaak over. In 1926 werd de firma omgezet in N.V. Hofnar Sigarenfabrieken, met Wolters als enige directeur. Het maatschappelijk kapitaal bedroeg f300.000 waarvan geplaatst en volgestort f 101.000. Het bedrijf groeide uit tot een der grootste sigarenfabrieken van Nederland, en vlak voor de Tweede Wereldoorlog had het 1.100 mensen in dienst. Er werden ook sigaren uitgevoerd naar diverse landen.

## Ondergang
Na de Tweede Wereldoorlog hebben de Hofnarfabrieken nog geruime tijd bestaan, maar geleidelijk ging het minder en in 1990 werd de productie gestaakt.
Op de plaats van de fabriek is een cultureel centrum verrezen dat De Hofnar heet. Van de roemruchte geschiedenis getuigt slechts de villa van Jacobus Heesterbeek, uit 1917, op Markt 5 te Valkenswaard. Daarmee gingen Heesterbeeks woorden in vervulling die hij zou hebben uitgesproken tegen zijn vroegere baas Peer Hoekx, die hem de laan uitgestuurd had: Ik krijg nog 'n veul schonder huis, mee dezelfde veurdeur as gij, Peer Hoekx.

## Herintroductie
In 2008 verscheen er een nieuwe lijn sigaren van het merk Hofnar op de markt.